# We Are Family (álbum)
We Are Family es el tercer álbum de Sister Sledge publicado en 1979. Fue escrito y producido por Nile Rodgers y Bernard Edwards del grupo Chic, e incluye los éxitos, «He's the Greatest Dancer», la canción homónima «Lost in Music», y «Thinking of You».
Es considerado uno de los mejores trabajos de la era Disco.
El álbum fue digitalmente remasterizado y reeditado en un CD por Rhino Records en 1993. Fue incluido en la lista de los 1001 Álbumes que debes oír antes de morir, edición revisada de 2018.

## Contexto

### Grabación
El álbum se grabó entre 1978 y principios de 1979. Fue escrito y producido por Nile Rodgers y Bernard Edwards, líderes del grupo Chic. A Rodgers y Edwards se les conocía también como The Chic Organization Ltd.
Las sesiones del álbum se dieron simultáneamente a las del álbum debut de Chic, C'est Chic, que salió al mercado a finales de 1978.
En palabras de Debbie Sledge, las Sister Sledge eran muy disciplinadas y gustaban de la música clásica, a diferencia de la manera de trabajar de Chic, quienes resultaban ser artistas espontáneos, es decir, que solían trabajar sobre la marcha.

### Portada
La cubierta del álbum muestra a las cuatro artistas vestidas de tela blanca, vistiendo cada una un diseño diferente, posando en un salón con copas y un sillón.

### sountrack de Película
" We are family" aparece en la película " WHITCHEDS" del año 2020

## Publicación y promoción
El álbum fue lanzado al mercado estadounidense el 22 de enero de 1979 y el 30 de abril del mismo año en el mercado británico. Se extrajeron 4 sencillosː He's the Greatest Dancer, We Are Family, Lost in Music y Thinking of You.

### We Are Family
Durante las grabaciones, Rodgers se fijó en el acople de las cuatro hermanas Sledge y por ese motivo escribió la canción que le daría título al álbum, así como el propio nombre del disco.
La canción se lanzó como sencillo el 4 de abril de 1979 y fue el segundo sencillo del álbum.

## Canciones
- Todas las canciones escritas por Nile Rodgers y Bernard Edwards

### Lado A
1. «He's the Greatest Dancer» – 6:16
2. «"Lost In Music» – 4:52
3. «Somebody Loves Me» – 4:59
4. «Thinking of You» – 4:31

### Lado B
1. «We Are Family» – 8:24
2. «Easier to Love» – 5:05
3. «You're a Friend to Me» – 5:31
4. «One More Time» – 3:17

### Reedición CD
1. «He's the Greatest Dancer» – 6:16
2. «Lost in Music» – 4:52
3. «Somebody Loves Me» – 4:59
4. «Thinking of You» – 4:31
5. «We Are Family»
6. «Easier to Love» – 5:05
7. «You're a Friend to Me» – 5:31
8. «One More Time» – 3:17
9. «We Are Family (Sure Is Pure Remix)» – 8:05 *
10. «We Are Family (Steve Anderson DMC Remix)» – 8:13 *
11. «Lost in Music (Sure Is Pure Remix)» – 8:38 *
12. «Lost in Music (1984 Bernard Edwards & Nile Rodgers Remix)» – 6:37 *

- Bonus Track

## Personal
- Kathy Sledge - vocalista líder Trk. 1, 3, 4, 5
- Debbie Sledge - vocalista "You're a Friend to Me"
- Joni Sledge - vocalista "Lost in Music", "Easier to Love"
- Kim Sledge - vocalista "One More Time".
- Simon LeBon - voces adicionales en "Lost in Music" (1984 mix)
- John Taylor - voces adicionales en "Lost in Music" (1984 mix)
- Alfa Anderson - coros
- David Lasley - coros
- Diva Gray - coros
- Luther Vandross - coros
- Norma Jean Wright - coros
- Bernard Edwards - bajo eléctrico
- Gene Orloff - Concertino
- Tony Thompson - batería
- Nile Rodgers - guitarra
- Raymond Jones - Teclados, Fender Rhodes
- Andy Schwartz - piano
- Sammy Figueroa - percusión
- Robert Sabino - piano, clavinet
- Jean Fineberg - saxofón
- Alex Foster - saxophone, flauta
- Barry Rogers - trombón
- Ellen Seeling - trompeta
- Jon Faddis - trompeta
- Cheryl Hong (The Chic Strings) - cadenas
- Karen Milne (The Chic Strings) - cadenas
- Marianne Carroll (The Chic Strings) - cadenas

## Producción
- Bernard Edwards - productor de Chic Organization Ltd.
- Nile Rodgers - productor de Chic Organization Ltd.
- Bob Clearmountain - ingeniero de sonido
- Bill Scheniman - ingeniero
- Don Berman - ingeniero
- Jeff Hendrickson - ingeniero asistente
- Ray Willard - ingeniero asistente
- Dennis King - masterizador

- Todas las canciones grabadas y remixadas en Power Station Studios, Nueva York.